# Cylinder (maskindel)

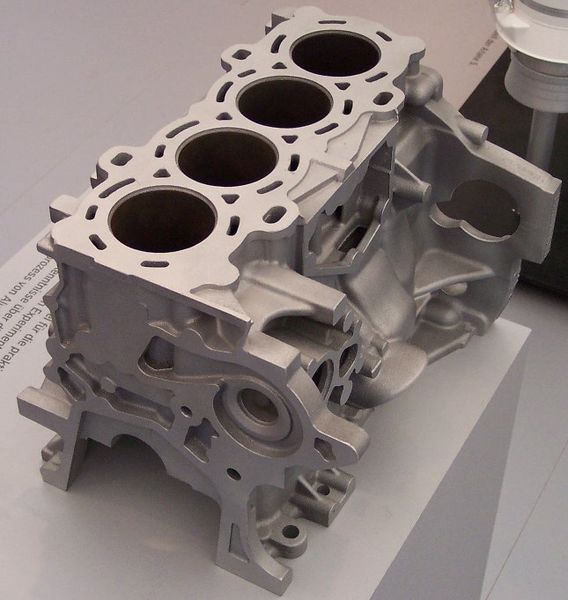
Motorblock med fyra cylindrar.

En cylinder är i maskinteknik en cylinderformad hålighet vari en kolv löper. Kolv och cylinder förekommer främst i kolvmotorer och andra kolvmaskiner samt i manövercylindrar (hydraulcylindrar och pneumatiska cylindrar).
I en motor används antingen trycket hos en inströmmande fluid till att skapa mekaniskt arbete, som i en ångmaskin, en hydraulisk eller pneumatisk kolvmotor, eller så använder man förbränningsgaser, som i en explosionsmotor, för att åstadkomma samma sak.
I andra kolvmaskiner används istället mekaniskt arbete till att komprimera eller flytta en fluid, som i kompressorer respektive pumpar.
Cylindervolymen för en förbränningsmotor är summan av en cylinders slagvolym och förbränningsrummets volym (även kallat kompressionsvolym). I dagligt tal används dock cylindervolym som en synonym för den totala slagvolymen i motorn.
För bilmotorer brukar cylindervolymen anges i liter.